# Bázlivec kalinový
Bázlivec kalinový (Pyrrhalta viburni) je brouk, jehož housenky poškozují listy žírem. Škodí především na kalinách a při přemnožení způsobuje holožír.

## EPPO kód
GALEVI

### Vědecké názvy
Podle EPPO je pro brouka s označením Bázlivec kalinový (Pyrrhalta viburni) používáno více rozdílných názvů, například Galeruca viburni, Galerucella viburni nebo Trirhabda viburni.

## Zeměpisné rozšíření
Bázlivec kalinový je rozšířený v teplých oblastech Severní polokoule a v tropických oblastech Jižní Ameriky, Afriky a severovýchodní Asie. Do Severní Ameriky byl dovezen v roce 1947. V Evropě je původním druhem, a v Česku druhem běžným.

## Popis
Dospělí brouci jsou podlouhlí, 4-6,5 mm velcí. Krovky jsou pastelově světle okrově žluté. Hřbetní strana je pokryta hustým zlatošedým obrvením (Weston a Hoebeke 2003a). Larvy jsou až 1-6,5(10) mm velké, šedavě bělavé s mnoha pravidelně symetricky umístěnými černými skvrnami a bradavkami, obvykle se nacházejí pod listy.

## Biologie

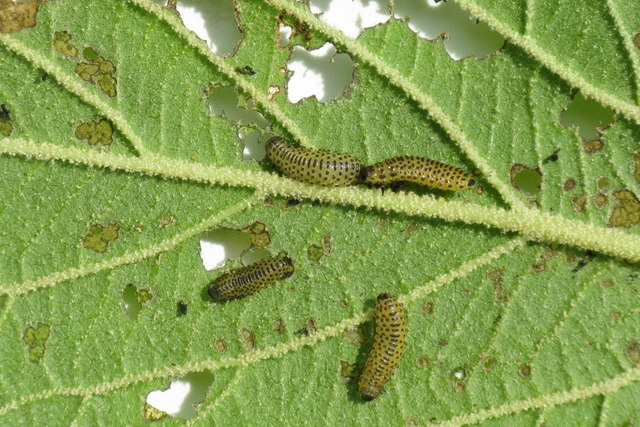
Larvy na listu Viburnum lantana

Přezimují vajíčka. V květnu se líhnou larvy, které procházejí třemi instary. Mladé larvy se zdržují na spodní straně listů. Larvy se často zdržují ve skupinách. Vyžírají hromadně plošky ve spodní pokožce listů. Později se rozlézají po listech, které děrují nebo skeletují. Dorostlé larvy se kuklí v půdě, a to od začátku do poloviny června. Dospělci se líhnou v červnu až červenci. Fáze kukly trvá asi 10 dnů (Murray 2005). Dospělci kladou vajíčka od konce června až do října, příp. do prvních mrazů (Weston a Cramer 2006). Během života naklade samice až 500 vajec. Klade je do větviček kaliny a otvor maskuje. Po ukončení rozmnožování dospělci hynou.
Vyskytuje se v parcích, v lesích, zahradách a všude tam, kde se nacházejí hostitelské rostliny. Těmi jsou dřeviny rodu kalina. Bázlivec kalinový napadá asi 150 druhů kalin.

## Rostlinolékařský význam

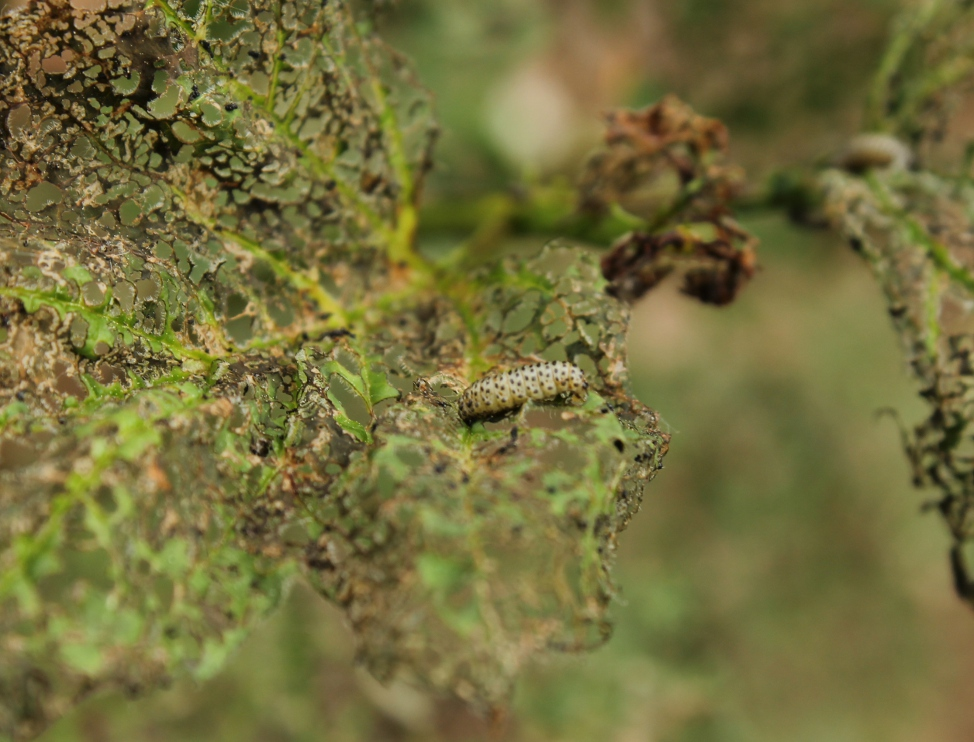
Housenka na skeletovaném listu kaliny Viburnum opulus

Požer larev vede ke zcela skeletovaným listům kaliny. Na listech se nacházejí larvy brouka. Ty mohou některými znaky (barva, tvar těla) připomínat mandelinku dvacetitečnou nebo mandelinku druhu Pyrrhalta luteola. Napadení způsobuje opakovaně holožíry a někdy následné odumření napadených dřevin.
K ochraně rostlin se izolují napadené keře, v úvahu připadá také chemická ochrana insekticidy, například Calypso 480SC.

## Fotogalerie

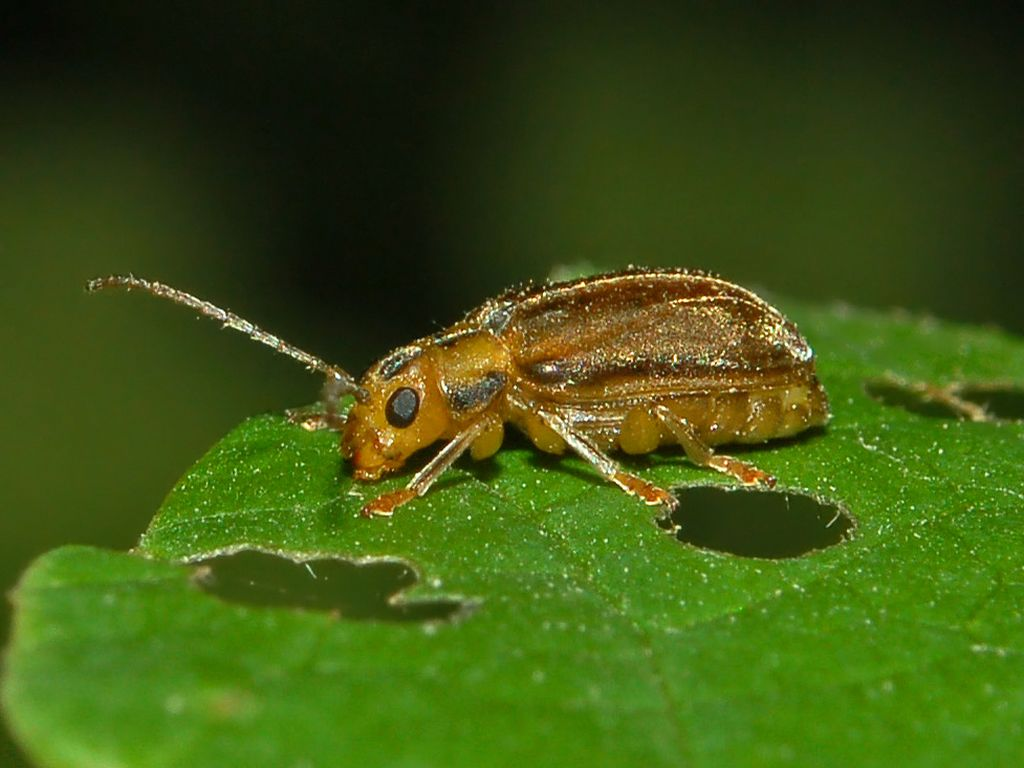
Dospělý brouk
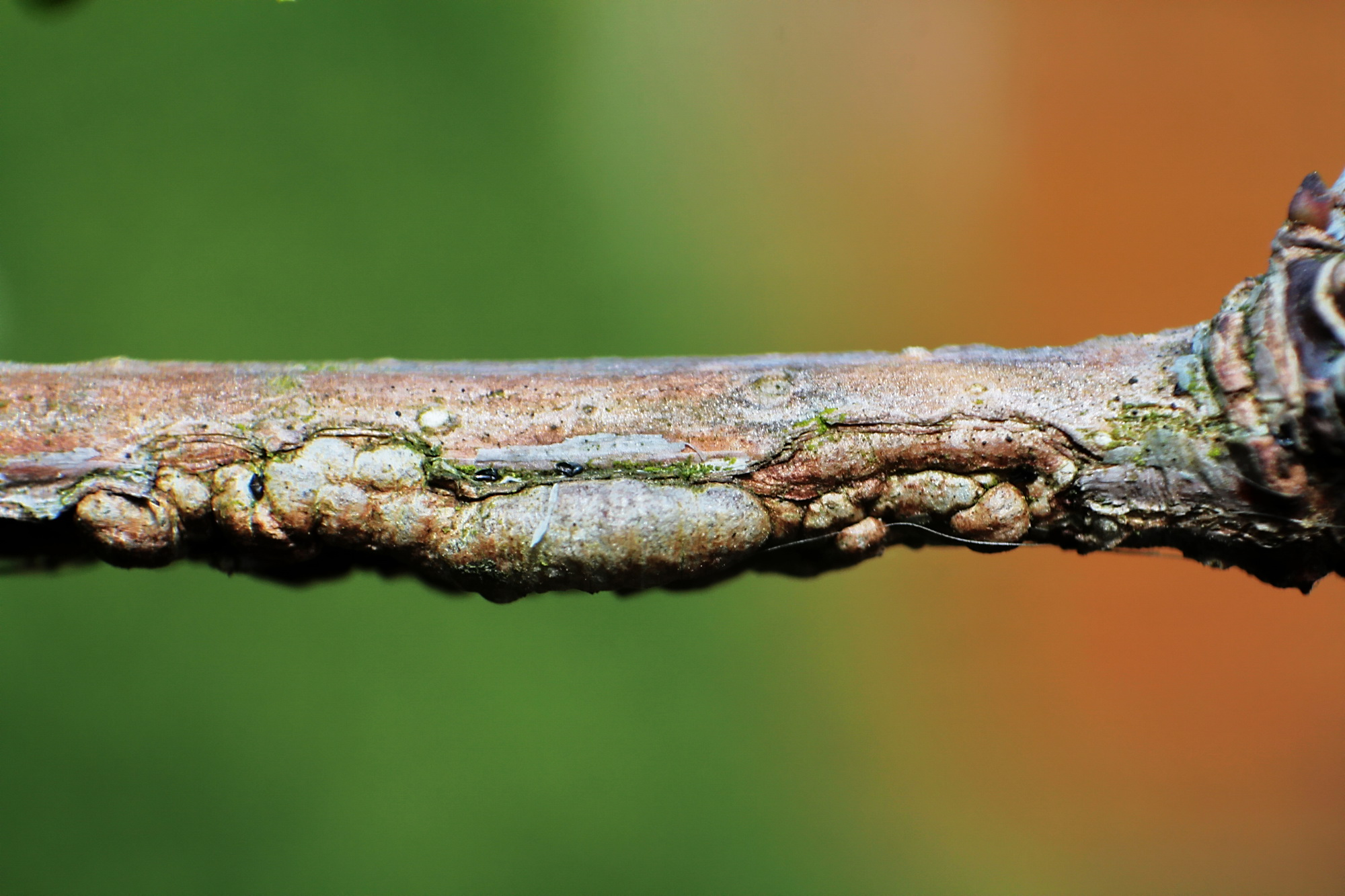
Vajíčka zakrytá směsí pilin a trusu
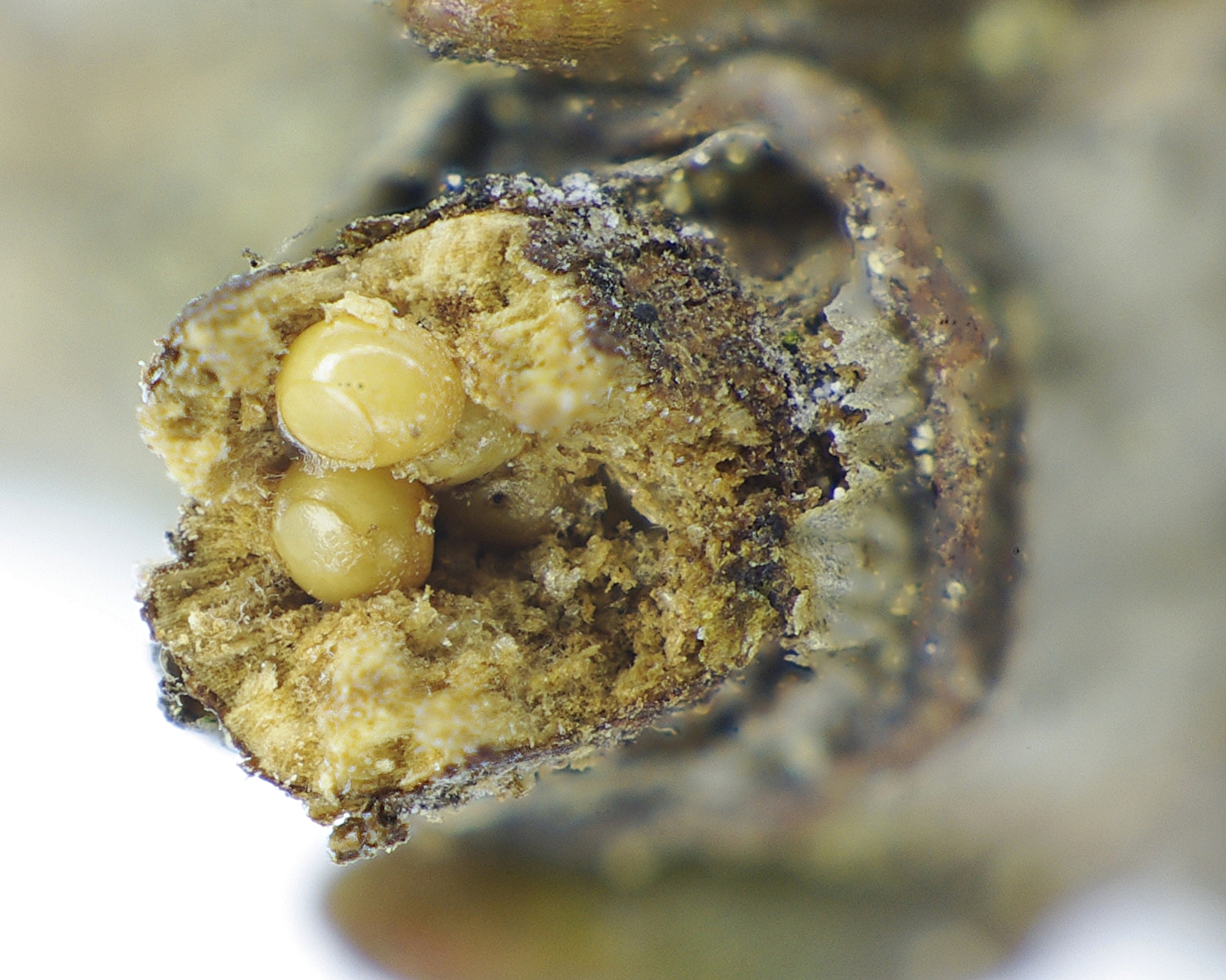
Vajíčka ve větvičce